# エチレンスルフィド
エチレンスルフィド (ethylene sulfide) とは、分子式が C2H4S と表される有機硫黄化合物。炭素2個、硫黄1個から成る複素3員環（エピスルフィド）構造を持ち、含硫黄複素環式化合物の中でもっとも小さく単純なもの。多くの有機硫黄化合物のように強い悪臭を有する。別名として硫化エチレン（りゅうかエチレン）とも呼ばれる。IUPAC系統名はチイラン (thiirane) で、その名称はエピスルフィドの総称として用いられることもある。 

## 合成
エチレンスルフィドは炭酸エチレンとチオシアン酸カリウム (KSCN) との反応で合成される。そのときチオシアン酸カリウムは真空下で融解させて水を除去した後に反応させる。
KSCN  + C2H4O2CO → KOCN  + C2H4S  +  CO2

## 反応
エチレンスルフィドはアミンと反応して 2-メルカプトアミン誘導体を与える。2-メルカプトアミン誘導体はキレート性配位子として用いられる。
C2H4S + R2NH → R2NCH2CH2SH